# Yves Henry (homme politique)
Pour les articles homonymes, voir Yves Henry et Henry.
Yves Henry, né le 31 mars 1899 à Ploëzal et mort le 25 avril 1970 dans la même commune, est un agriculteur, syndicaliste agricole et homme politique français.
Issu du monde agricole, il défend les conditions de vie et les besoins des agriculteurs bretons, à travers différents engagements politiques et syndicaux, participant à l'animation des forces de gauche dans sa région. Il est également partie prenante de la résistance pendant la Seconde Guerre mondiale.

## Premiers engagements et participation à la Résistance
Né d'une famille d'agriculteurs, Yves Henry, agriculteur lui-même, entre dans la vie politique dès 1924 en étant candidat aux élections municipales. Il poursuit cette voie en représentant la SFIO à différentes élections. En 1937, Il est élu conseiller d'arrondissement.
Membre actif du comité des céréales, il s’engage également dans la défense de la cause paysanne. Notamment contre les saisies de matériel agricole.  La loi autorisait alors les propriétaires des fermes à saisir le matériel agricole des paysans qui ne pouvaient régler leur loyer. Un mouvement d’opposition aux ventes-saisies est engagé en 1934 dans le Trégor à l’appel du Parti communiste français et de l’aile gauche de la SFIO. Yves Henry participe à cette contestation en se rendant sur les lieux des ventes annoncées. Sa tactique est simple : il explique la situation, en breton, mettant en exergue auprès des éventuels acheteurs la situation du paysan privé de ses outils de travail, ne pouvant plus nourrir ses enfants. Il réussit ainsi à bloquer quelques ventes. Mais un jour, à Coatascorn, les gendarmes l’emmènent et l'emprisonnent à Lannion. Son avocate est une fille de Marcel Cachin. Elle le fait libérer. Il devient président de la fédération départementale des syndicats agricoles.
Pendant la Seconde Guerre mondiale, il participe activement à la résistance, avec la même pugnacité. Déjà en relation avec François Tanguy-Prigent, Yves Henry établit le contact avec François, le chef du Front national (le Front national de lutte pour la libération et l'indépendance de la France, organisation de la Résistance créée par le Parti communiste français). Un café de Ploezal sert de lieu de rencontre  C’est dans ce café que se rédige le journal clandestin Le Patriote des Cotes du Nord créé par Jean Devienne, François. Les rendez-vous ont lieu également dans des presbytères et des sacristies, à l’Église Saint-Michel de Saint-Brieuc par exemple.

## Mandats nationaux au début de laIVeRépublique
À la Libération, il est désigné maire de sa commune de Ploezal et membre du Comité départemental de libération (CDL). Il y fait entendre les préoccupations des agriculteurs. Il est désigné par le CDL pour siéger au comité provisoire d'action paysanne en septembre 1944. Son mandat de maire est confirmé à la suite des élections de 1945.
Candidat SFIO, il est élu le 21 octobre 1945 membre de la première constituante de la IVe République pour les Côtes-du-Nord (ancien nom du département des Côtes-d'Armor), aux côtés de René Pleven qui conduit la liste de l'Union démocratique et socialiste de la Résistance. Il est réélu membre de la seconde Assemblée nationale Constituante le 6 juin 1946. La constitution de la Quatrième République entre en vigueur le 27 octobre 1946.
Dans ce nouveau cadre constitutionnel, il est élu conseiller de la République des Côtes-du-Nord de 1946 à 1948 (le Conseil de la République est alors le nom de la Chambre Haute). Il participe à la commission de l'agriculture, la commission du ravitaillement et la commission de comptabilité et prend part aux discussions sur ces thèmes, ainsi que sur la proposition de loi relative à la réglementation du travail dans les professions agricoles et sur la stabilisation des prix des baux à ferme. En juillet 1948, il participe à l'élaboration d'une proposition de loi sur l'enseignement de la langue bretonne, sujet auquel il est très attaché. Ceci n'aboutira pas immédiatement mais débouchera quelques années plus tard sur la loi Deixonne, du nom d'un député du Tarn non spécialiste du sujet, première concession timide dans la politique linguistique républicaine jusqu'alors fermée aux langues régionales.
À nouveau candidat sur la liste socialiste aux élections de la Chambre haute le 7 novembre 1948, il obtient le plus de voix de sa liste. Mais celle-ci est distancée par le Rassemblement des gauches républicaines et par le Rassemblement du peuple français, parti politique créé par Charles de Gaulle.

## Syndicalisme agricole et lutte politique locale
Yves Henry joue dès lors un rôle important dans le syndicalisme agricole. Il est au niveau départemental un des fondateurs, puis, pendant plusieurs années, président départemental de la Confédération générale de l'agriculture, créée sous l'occupation par François Tanguy-Prigent. Il participe au développement d'une caisse mutuelle, la Mutualité Sociale Agricole, et devient ensuite administrateur du Crédit agricole mutuel et président du comice agricole du canton et d'une coopérative agricole, la Celtique et Semeuse. 
Il se consacre aussi à son mandat de maire de la commune de Ploezal, fonction qu'il exerce jusqu'au 24 novembre 1967.
À la fin des années cinquante, il rejoint les rangs du Parti socialiste autonome, en rupture avec la SFIO sur deux points essentiels : la guerre d’Algérie, et la position face au général de Gaulle. Il suivra ses compagnons dans la lutte politique lorsque ce Parti socialiste autonome deviendra le Parti Socialiste Unifié (P.S.U).

## Distinctions
- Médaille de la Résistance française (20 novembre 1946)[4]